# Провулок Боровиковського
Прову́лок Боровико́вського — зниклий провулок, що існував у Мінському, нині Оболонському районі міста Києва, місцевість Пріорка. Пролягав від вулиці Боровиковського до кінця забудови.

## Історія
Провулок виник наприкінці XIX століття під назвою Курячий Брід (як і сусідня вулиця Боровиковського, що також мала подібну назву — від струмка Курячий Брід, притоки річки Сирець). Назву Боровиковського провулок отримав 1952 року на честь українського та російського художника Володимира Боровиковського. 
Ліквідований у зв'язку зі зміною забудови та частковим переплануванням місцевості наприкінці 1970-х — на початку 1980-х років.